# Balaka macrocarpa
Espèce
Statut de conservation UICN

 EN B1ab(iii) : En danger
Balaka macrocarpa est une espèce de plantes de la famille des Arecaceae.

## Publication originale
- Occasional Papers of the Bernice Pauahi Bishop Museum of Polynesian Ethology and Natural History 11(4): 5. 1935.